# باولو (لاعب كرة قدم مواليد 1997)
باولو هو لاعب كرة قدم برازيلي في مركز الوسط، ولد في 26 أغسطس 1997 في أسيز في البرازيل.

## وصلات خارجية
- باولو (لاعب كرة قدم مواليد 1997) على موقع Soccerway.com (الإنجليزية)
- باولو (لاعب كرة قدم مواليد 1997) على موقع عالم كرة القدم.نت (الإنجليزية)